# Шамо, Игорь Наумович
Игорь (Исай) Наумович Шамо́ (1925—1982) — украинский советский композитор, народный артист Украинской ССР (1975), лауреат Государственной премии УССР имени Т. Г. Шевченко (1976), автор музыки гимна города Киев (песня «Як тебе не любити, Києве мій!» (с укр. — «Как тебя не любить, Киев мой!»).

## Биография
Родился 21 февраля 1925 года в Киеве в еврейской семье. Учился у известного музыкального педагога Д. Писаревского. В 1941 году окончил музыкальную школу при Киевской консерватории по классу композиции (за одной партой сидел с Яном Френкелем). Учился у известных музыкантов Арсения Янкелевича, Абрама Луфера, Матвея Гозенпуда. В начале Великой Отечественной войны эвакуировался с родителями — Наумом Михайловичем Шамо (1887—?), фельдшером, и Марией Исаевной Шамо (1896—?) — в Уфу, где поступил в медицинский институт. В мае 1942 года добровольцем ушёл на фронт. Участвовал в боях на Воронежском, 1-м Украинском фронте.
В качестве военного фельдшера прошёл путь от Сталинграда до Берлина. Был ранен. Победу встретил лейтенантом медицинской службы.
После войны, в 1946 году поступил в КГК имени П. И. Чайковского, которую с отличием окончил в 1951 году. Учился по классу композиции у Льва Ревуцкого и Бориса Лятошинского. Ещё будучи студентом принят в Союз композиторов Украины (1948). В дальнейшем внес большой вклад в различные музыкальные жанры, особенно песню.
Ушёл из жизни 17 августа 1982 года. Похоронен в Киеве на Байковом кладбище.

## Творчество
Шамо является автором более трёхсот песен, в том числе гимна Киева — «Киев мой», автором оркестровых сочинений (три симфонии), квартетов и хоров на слова Ивана Франко, разноплановых камерно-вокальных циклов на стихи Роберта Бёрнса, Андрея Малышко, десяти романсов на стихи Тараса Шевченко, фортепианной музыки, сюит «Украинской», «Классической», «Гуцульских акварелей», «Тарасовых дум», кантаты «Поет Украина» (на стихи Дмитрия Луценко), десяти концертных пьес для бандуры. Среди камерных произведений композитора особое место занимает хоровая опера «Ятранские игры».
Игорь Шамо является автором музыки к более чем сорока кинофильмам, среди которых такие популярные как «Море зовёт», «Мальва», «Гори, моя звезда», «Лесная песня», «Бухта Елена», «Западня». Более сорока театральных спектаклей поставлены на музыку Шамо, в том числе трагедия Карла Гуцкова «Уриэль Акоста». Долгие годы дружбы и совместного творчества связывали Игоря Шамо и народного артиста Украинской ССР, музыканта-виртуоза, профессора Киевской государственной консерватории Владимира Бесфамильнова, в исполнении которого впервые триумфально прозвучал концерт для баяна и симфонического оркестра.
Особый вклад сделал композитор в песенный жанр. Среди лирических песен известны «Осеннее золото», «Три совета», «Заколдованная Десна», «Песня про сивого лебедя», «Ой, пливи венок», «Украина — любовь моя» и другие. Цикл песен посвящён родному городу композитора — «Киев родной», «Только в Киеве», «Днепровский вальс», и самая важная песня цикла — песня «Як тебе не любити, Києве мій!» (рус. Как тебя не любить, Киев мой!) на слова Дмитрия Луценко, ставшая гимном столицы Украинской ССР. Фрагмент мелодии песни звучит на курантах центральной площади Киева.
Великая Отечественная война занимает значительное место в творчестве композитора. Им написаны баллады «Бессмертный гарнизон», «Стоит над Волгою курган», «Баллада о солдатах», «Фронтовики», «Баллада о братстве», «Герои—города», «Вспомним друзей». Музыка и песни о войне звучат в театральных спектаклях — «Страница дневника», «Голубые олени» и фильмах — «Их знали только в лицо», «Вдали от Родины», «Ночь перед рассветом», «От Буга до Вислы», «Дума о Ковпаке», «Командир корабля», «Ракеты не должны взлететь» и многих других.

## Семья
- Брат — Евгений Наумович Шамо, врач Больницы Водников в Киеве.
- Жена — Людмила Петровна Шамо (в девичестве — Большакова; 20 октября 1925 — 12 марта 1996), похоронена рядом с мужем[6].
  - Сын — Юрий Игоревич Шамо (15 января 1947, Киев — 25 августа 2015, Фульда), композитор, жил в Германии.
  - Дочь — Тамара Игоревна Шамо, «Женщина года 2001» (США), занимается сохранением и популяризацией творческого наследия композитора, живёт в Германии (Фульда).
    - Внучка — Ирина Бородянская, оперная певица (сопрано), живёт в Германии (Нюрнберг)[2].

## Композиторская фильмография
1. 1949 — Днепр
2. 1952 — Максимка
3. 1954 — Андриеш
4. 1954 — Командир корабля
5. 1955 — Матрос Чижик
6. 1955 — Море зовёт
7. 1956 — Мальва
8. 1957 — Гори, моя звезда
9. 1958 — Ч. П. — Чрезвычайное происшествие
10. 1959 — Любой ценой
11. 1960 — Вдали от Родины
12. 1961 — Лесная песня
13. 1962 — Здравствуй, Гнат
14. 1962 — Цветок на камне
15. 1963 — Бухта Елены
16. 1963 — Заяц и ёж (анимационный)
17. 1964 — Ракеты не должны взлететь
18. 1966 — Их знали только в лицо
19. 1968 — В воскресенье рано зелье собирала (фильм-спектакль)
20. 1972 — Познай себя
21. 1973 — Страница дневника (фильм-спектакль)
22. 1973 — Чёрный капитан
23. 1973 — Как закалялась сталь
24. 1973—1976 — Дума о Ковпаке (3-й фильм «Карпаты, Карпаты…»)
25. 1976 — Судьба барабанщика
26. 1977 — Тачанка с юга
27. 1980 — От Буга до Вислы
28. 1981 — Танкодром

## Музыка к театральным спектаклям

### Черновицкий украинский музыкально-драматический театр имени Ольги Кобылянской
1. «В воскресенье рано зелье копала» О. Кобылянской

### Национальный академический драматический театр имени Ивана Франко
1. 1965 — «Бесталанная» И. Карпенко-Карого; режиссёр Павел Шкрёба
2. 1965 — «Страница дневника» А. Корнейчука; режиссёр Владимир Лизогуб
3. 1965 — «Планета Сперанта» («Планета надежд») А. Коломийца; режиссёр Владимир Лизогуб
4. 1970 — «Правда» А. Корнейчука; режиссёр Дмитрий Алексидзе
5. 1973 — «Голубые олени» А. Коломийца
6. «Горлица» А. Коломийца
7. «Карьера Бекетова» А. Сафронова
8. 1975 — «Кравцов» А. Коломийца
9. «Первый грех» А. Коломийца
10. 1974 — «Пора жёлтых листьев» Н 3арудного
11. «Тыл» Н 3арудного

### Национальный академический театр русской драмы имени Леси Украинки
1. 1967 — «Разлом» Б. Лавренёва; режиссёр Дмитрий Алексидзе
2. 1967 — «Брак по конкурсу» К. Гольдони; режиссёр Дмитрий Алексидзе

## Награды и премии
- 1964 — Заслуженный деятель искусств Украинской ССР
- 1975 — Народный артист Украинской ССР
- 1976 — Государственная премия УССР имени Т. Г. Шевченко — за песни «Баллада о братстве», «Мой Киев», «Стоит над Волгою курган», «Заколдованная Десна», «Песня о счастье», «Не шуми, калинка», «Фронтовики»
- 1972 — Премия Ленинского комсомола УССР имени Н. А. Островского
- орден Дружбы народов (22.07.1982)
- орден «Знак Почёта» (02.07.1971)
- медаль «За трудовую доблесть» (24.11.1960)
- Почётный гражданин Киева[7]

## Память
- К 75-летию композитора (26 января 2000 года) выпущен почтовый конверт
- На доме № 8 по улице Костёльной в Киеве, где с 1968 по 1982 годы жил и работал Игорь Шамо, 21 февраля 1995 года открыта мемориальная доска с барельефом (скульптор Валерий Медведев)
- Киевская музыкальная школа № 7 (Чоколовский бульвар, 25) носит имя Игоря Шамо
- В сентябре 2015 года Киевская городская государственная администрация провела общественное обсуждение о переименовании бульвара Алексея Давыдова в бульвар Игоря Шамо. Большинство киевлян (160 против 59) поддержало данное переименование[8].

### Документальные фильмы
1. 1984 — «Пісні Ігоря Шамо» (реж. Р. Ефименко)
2. 2004 — «Пісні серця» (реж. Ю. Лазаревская)

## Дискография
Shamo: Complete Piano Music (три компакт-диска). Дмитрий Чесноков (Германия), фортепиано. Brilliant Classics, 2019.